# Гельсингфорское пехотное юнкерское училище
Гельсингфорсское пехотное юнкерское училище (фин. Helsingin jalkaväen junkkariopisto) — одно из юнкерских военно-учебных заведений Российской императорской армии, готовившее офицеров пехоты.

## История
18 сентября 1845 года последовало Высочайшее повеление учредить с 1846 года в Гельсингфорсе при 22-й пехотной дивизии военную школу, для уроженцев Великого княжества Финляндского Российской империи — подпрапорщиков и унтер-офицеров из вольноопределяющихся, служащих в частях 22-й пехотной дивизии, с целью дать им возможность изучать русский язык и военные науки на русском языке. Штат школы предполагал не более 60 обучающихся.
8 мая 1861 года было приказано эту школу преобразовать в Юнкерское училище войск, в Финляндии расположенных, со штатом в 60 казённых и 20 своекоштных воспитанников. В училище принимались желающие юнкера (унтер-офицеры из дворян) и унтер-офицеры из вольноопределяющихся, состоявшие на службе в лейб-гвардии Финском стрелковом батальоне, поселённых Финских стрелковых батальонах и Финляндских линейных батальонах. Целью училища определялось «облегчить изучение русского языка и вообще наук на этом языке… и способствовать общему распространению между ними необходимых офицеру познаний». Курс обучения определялся в три года, после чего юнкера и вольноопределяющиеся возвращались в свои батальоны, где ожидали производства в офицеры, по выслужении положенного срока. Окончившим училище на отлично этот срок сокращался вдвое и в офицеры они могли быть произведены сверх вакансий, окончившие на хорошо производились только на вакансии, а окончившие неудовлетворительно могли быть произведены в офицеры только по выдержании нового экзамена. Из-за трудности изучения русского языка в офицерский чин производилось около 15 % из общего числа юнкеров.
В ходе дальнейшей реформы военно-учебных заведений, в 1865 году это училище было преобразовано по положению 1864 года о юнкерских училищах в Гельсингфорсское пехотное юнкерское училище.
Училище находилось в ведении командующего войсками Финляндского военного округа и в непосредственном подчинении начальнику штаба округа.
Штат училища был рассчитан на 100 обучающихся. В училище принимались нижние чины войск Финляндского военного округа — юнкера (унтер-офицеры из дворян) и унтер-офицеры из вольноопределяющихся, прослужившие в этом звании не менее 3 месяцев и выдержавшие вступительный экзамен. Курс обучения продолжался два года, после чего юнкера, успешно сдавшие выпускные экзамены, возвращались в свои части, где ожидали представления к производству в офицеры на вакансию.
Среди известных выпускников юнкерского училища: П. Ф. Клауз (1866), П. К. Ренненкампф.
По окончании учебного курса 1878/1879 года Гельсингфорсское пехотное юнкерское училище было упразднено (Высочайший приказ 12 апреля 1879 года). Подготовка офицеров сосредоточилась в Финляндском кадетском корпусе.

## Начальники училища
- 22.08.1874 — 16.03.1876: Александр Евдокимович Алексеев